# Шелдон, Чарльз (священник)
Чарльз Монро Шелдон (англ. Charles Monroe Sheldon, 26 февраля 1857, Уэлсвилл, Нью-Йорк — 24 февраля 1946, Топика) — американский священник-конгрегационалист и лидер движения социального евангелизма. Роман Шелдона «По Его шагам» представил принцип «Что бы сделал Иисус?», который сформулировал подход к христианскому богословию, ставший популярным на рубеже XX века и возродившийся почти сто лет спустя. Участок US-24 на северной стороне Топики, штат Канзас, между US-75 и K-4 назван в его честь «Транспортной дорогой Чарльза Шелдона» (англ. Charles Sheldon Trafficway).

## Образование и служение
Чарльз Шелдон родился в Уэлсвилле, штат Нью-Йорк. Он был выпускником Академии Филлипса в Эндовере (выпуск 1879 года) и Университета Брауна в 1883 году. Он был пастором церкви в Уотербери, штат Вермонт, с 1886 по 1888 год, а в 1889 году стал пастором Центральной конгрегационалистской церкви в Топике, штат Канзас.
Шелдон стал сторонником школы мысли конца XIX века, известной как христианский социализм. Его богословский взгляд был сосредоточен на практических вопросах нравственной жизни, преуменьшая значение доктринальных традиций личного искупления от греха во Христе. Зимой 1896 года Шелдон разработал масштабную проповедь, которую он читал в виде еженедельной серии с кафедры Центральной конгрегационалистской церкви. Объединяющая тема этих проповедей заключалась в том, чтобы задать себе вопрос: «Что бы сделал Иисус?» когда сталкиваешься с моральными решениями. Он считал этот вопрос центральным для христианства и, вероятно, черпал вдохновение из книги Уильяма Т. Стеда «Если бы Христос пришёл в Чикаго!» (англ. If Christ came to Chicago!, 1893) и других более ранних источников.

## Роман и богословское влияние
Тема проповедей позже была воплощена в романе «По Его шагам». Центральным идеалом романа было не личное искупление, а моральный выбор, связанный с обстоятельствами бедности и лишений. Теологический мотив Шелдона отражал его социалистические взгляды. Собственная приходская работа Шелдона стала отождествляться с Социальным Евангелием.
Вальтер Раушенбуш, которого многие считают главным архитектором социального евангелизма, признал важность, которую Шелдон придавал подражанию Иисусу. Он видел значение работы Шелдона в том, что он принёс осознание того, что трудно жить жизнью, подобной Христу, учитывая искушения современного общества. Хотя Раушенбуш находил это осознание ценным, он видел, что оно не требует того, что, по его мнению, было необходимой трансформацией социальных институтов. Шелдон был в курсе проблем американского среднего класса конца XIX века. Он видел свою роль в общении — познакомить свою паству и широкую общественность с идеями Лаймена Эбботта, Ричарда Эли, Джорджа Херрона и Раушенбуша. Таково было его намерение при написании книги «По Его шагам».
Из социальных проблем, которые Шелдон отстаивал при жизни, две, которые его больше всего волновали, — это равенство и запреты. Он считал, что все люди равны и к ним следует относиться соответственно. Он был пионером среди протестантских служителей, принявшим чернокожих в лоно церкви. Он также был приверженцем справедливого обращения с евреями и католиками и провозгласил равенство мужчин и женщин. Будучи решительным сторонником феминистской борьбы за равные права, он призывал женщин заняться политикой. Он также выступал за полное равенство на рабочем месте.
Шелдон также был вегетарианцем и пропагандировал сострадание к животным так же, как и к людям. Он даже раскритиковал цирки за жестокое обращение с животными.

## Карьера в газетах
В марте 1900 года Шелдон стал редактором еженедельного выпуска газеты Topeka Daily Capital, освещая концепцию «Что бы сделал Иисус?». За это короткое время тираж газеты резко увеличился с чуть менее 12 000 до 387 000, что привело к перенагрузке типографии газеты в Топике и вынудило её передать печать тиражом по 120 000 экземпляров в Чикаго и Нью-Йорк.
После выхода на пенсию из Центральной конгрегационалистской церкви в 1920 году Шелдон с 1920 по 1924 год редактировал религиозное периодическое издание Christian Herald, An Illustrated News Weekly for the Home, и продолжал писать статьи после своего окончательного выхода на пенсию в 1924 году.

## Возобновление интереса столетие спустя
В 1990-х годах, примерно к столетнему юбилею первой публикации романа Шелдона «По Его шагам», браслеты WWJD стали популярным предметом, особенно среди молодёжи, а издатели увеличили продажи книги (которая находится в свободном доступе), связав её с маркетингом предметов на тему «Что бы сделал Иисус?».
Мини-сериал из десяти частей, выпущенный в 2008 году дочерней компанией PBS в Топике KTWU, включает часовой сегмент «За пределами теологии: что бы сделал Иисус?» в котором рассматривается, как этот вопрос можно рассматривать в контексте политических, социальных и культурных изменений, произошедших в Америке. Программа также рассматривает то, как Шелдон применял Социальный Евангелизм в своей жизни и в своём сообществе.

## Список трудов Шелдона
- 1892: Richard Bruce; or, the Life That Now Is
- 1893: Robert Hardy's Seven Days: A Dream and Its Consequences
- 1893: The Twentieth Door
- 1894: The Crucifixion of Phillip Strong
- 1895: His Brother's Keeper; or, Christian Stewardship
- 1897: In His Steps: "What Would Jesus Do?"
- 1898: The Redemption of Freetown
- 1898: Malcom Kirk: A Tale Of Moral Heroism In Overcoming The World
- 1898: One of the Two: "Be not overcome of evil, but overcome evil with good"
- 1899: John King's Question Class
- 1899: The Miracle at Markham: How Twelve Churches Became One
- 1899: Lend a Hand
- 1899: For Christ and the Church
- 1900: Born to Serve: A story
- 1900: Edward Blake: College Student
- 1901: The Reformer
- 1903: His Mother's Prayers
- 1903: The Narrow Gate
- 1905: The Heart of the World: A Story of Christian Socialism
- 1906: The spirit's power: Or the revival
- 1909: Paul Douglas–Journalist
- 1911: The High Calling
- 1912: A Builder of Ships: The Story of Brander Cushing's Ambition
- 1914: "Jesus is Here!" Continuing the Narrative of "In His Steps (What Would Jesus Do?)" (продолжение)
- 1912: In His Steps: A Dramatic Adaptation of the Story (с Frank H. Lane)
- 1916: Howard Chase, Red Hill, Kansas
- 1916: Of One Blood
- 1917: Modern Pagans
- 1919: All The World
- 1920: Heart Stories
- 1921: In His Steps To-day. What would Jesus do in solving the problems of present political, economic and social life?
- 1921: The Richest Man in Kansas
- 1924: The everyday Bible (как редактор)
- 1924: The Mere Man and His Problems
- 1925: Charles M. Sheldon: His Life Story (автобиография)
- 1925: Two Old Friends
- 1926: The Life of Jesus
- 1927: Casework Evangelism: Studies in the Art of Christian Personal Work (только введение)
- 1928: The 13th Resolution
- 1929: Life's Treasure Book: Past, Present, and Future
- 1941: The Golden Book of Bible Stories: Favorite Stories from the Old and New Testaments Retold for Children